# Eriosyce sociabilis
Eriosyce sociabilis är en art inom trattkaktussläktet och familjen kaktusväxter, som har sin naturliga utbredning i Chile.

## Beskrivning
E. sociabilis är en klotformad till cylindrisk kaktus som blir 5 till 8 centimeter i diameter, som ibland har en rovformad pålrot. Den är uppdelad i 11 till 21 åsar som är 10 till 15 millimeter höga, och är uppdelade i vårtor. På vårtorna sitter ojämna men raka taggar som är svarta till mörkbruna. De består av 7 till 14 centraltaggar som blir upp till 3 centimeter långa. Runt dessa sitter 16 till 20 radiärtaggar som blir upp till 2 centimeter långa. Blommorna är vita på insidan, lila på utsidan och 2 till 3 centimeter långa. Frukten är avlång och blekröd när den är mogen. Fröna är brunsvarta och 1 millimeter stora. 